# マルバオモダカ
マルバオモダカ（Caldesia parnassifolia）は、オモダカ科マルバオモダカ属に属する植物。湖沼やため池などに生息する抽水植物である。種小名のparnassifoliaは、ラテン語で「parnassi（パルナッス山）+folia（葉）」という意味であり、パルナッス山のように丸い葉を持ったオモダカ、を意味している。

## 分布
日本や中国をはじめ、アジア大陸やヨーロッパ大陸、オーストラリアなどに分布する。ただし日本やヨーロッパでは個体数が減少しており、多くの地域で絶滅危惧種に指定されている。また、スイスなどでは既に絶滅している。
日本では、池沼や湿地の開発や水質の悪化に伴って個体数が減少しており、個体数は5000個体程度と推定されている。そのため、環境省のレッドデータブックでは絶滅危惧II類に指定されている。

## 形態、生態

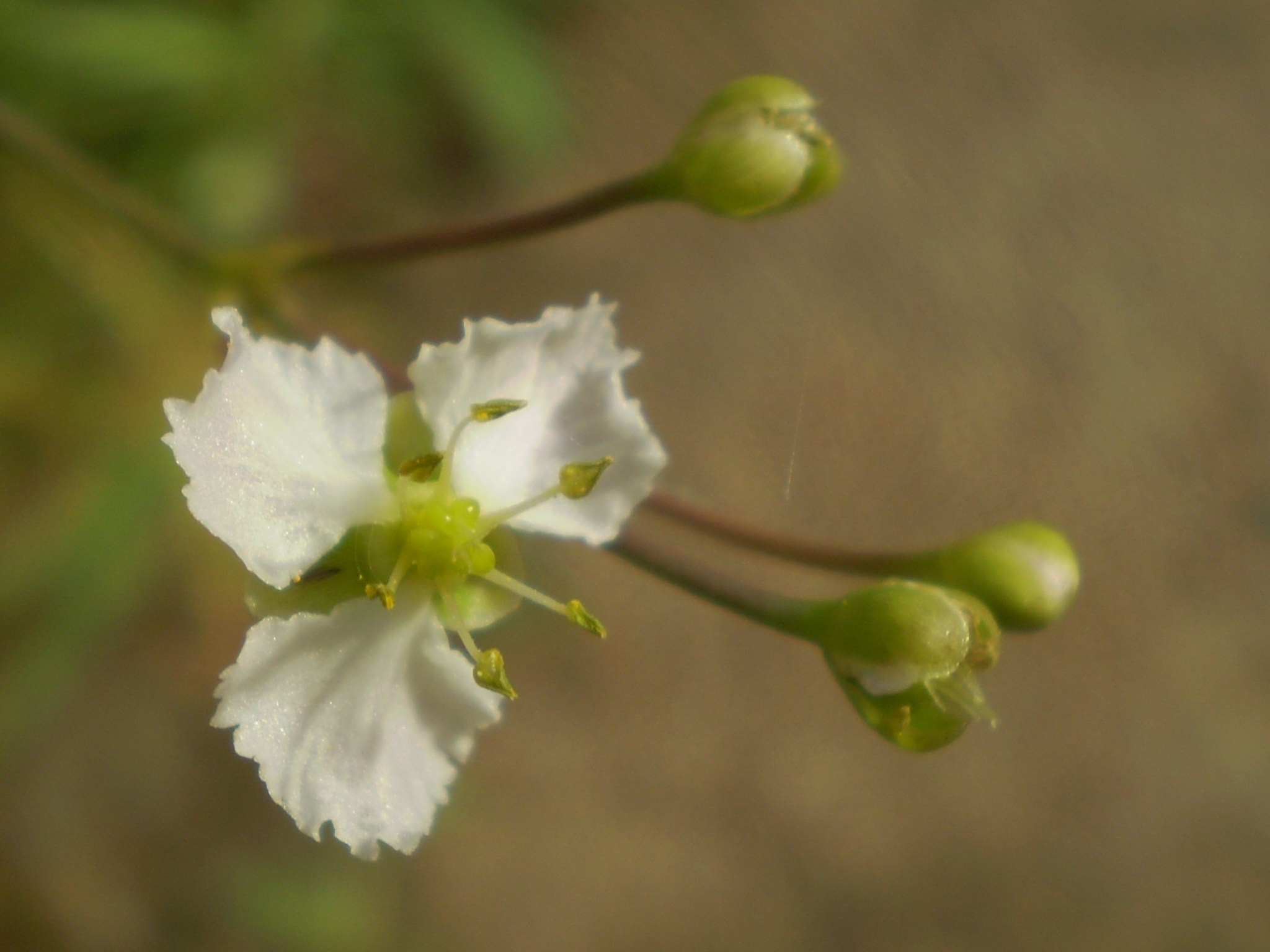
マルバオモダカの花

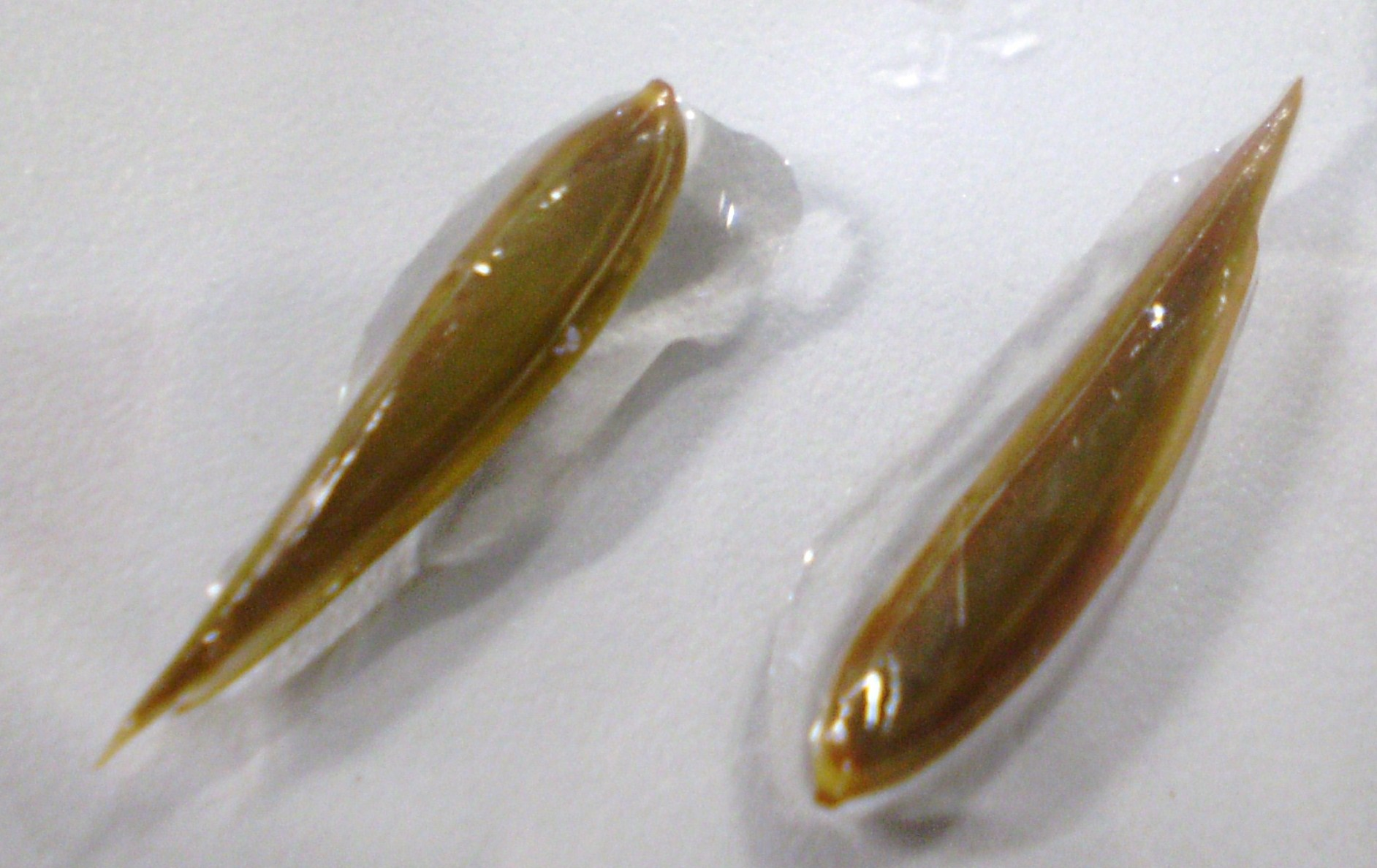
マルバオモダカの殖芽

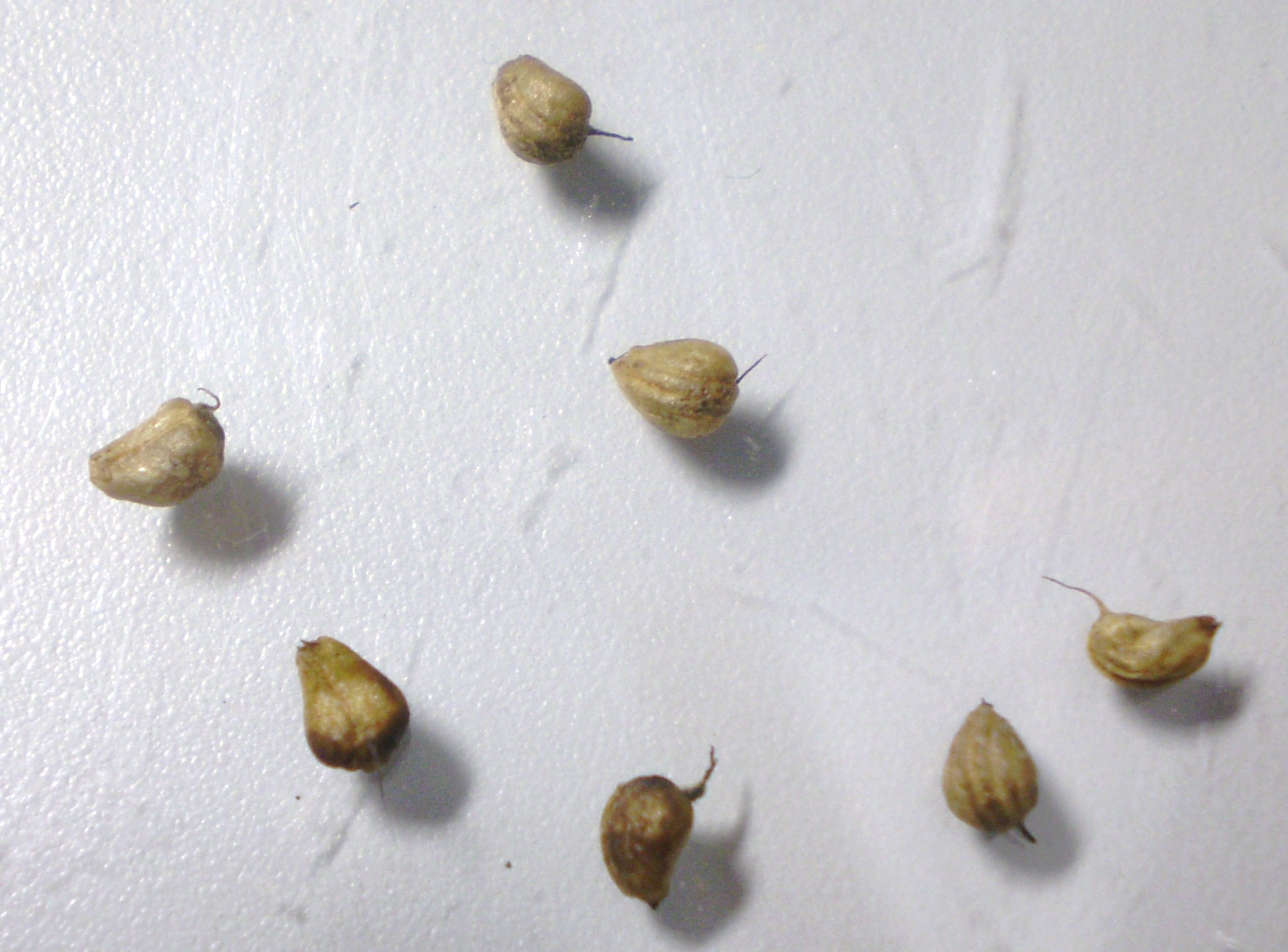
マルバオモダカの種子

湖沼の周縁や、比較的深い場所(水深1m弱程度まで)に生息している。深いところでは浮葉を中心に展開するが、浅いところでは抽水葉を多くつける。葉は通常腎臓型だが、初期浮葉は卵形になるものもある。8月から9月にかけて、長さ50cm-1mほどの花茎を水上に伸ばす。また、水中に伸ばした花茎の、本来花序が出来る部位に殖芽（栄養繁殖体）を形成し、無性生殖的にも繁殖する。これは一種のアポミクシスである。殖芽は茎から容易に外れ、種子同様水中に散布される。
花茎は円錐花序で、花柄は3輪生。各花柄の先に、3枚の花弁と6本の雄蕊、6-10本の雌蕊をもつ白い花をつける。花弁は白色で、花弁の縁には浅い切れ込みが入る。葯は黄色で、雌蕊の先と葯がほぼ同じ高さに位置する。
胚珠はむき出しになっており、受粉して種子が形成されたあとも、種子に雌蕊の痕跡が残る。種子には縦方向の溝がある。
受粉はミツバチなどの送粉者に頼っており、自家受粉や隣家受粉による結実率は他家受粉に比べて低下する。
染色体数は2n=22。

## 近縁種
同属に、中国などに生息する Caldesia grandis がいる。マルバオモダカと類似しているが、雄蕊の本数が9-12本になる点などで異なる。

## 利害
食用にはならず、特に利用されることはない。ジュンサイを栽培している池に生息していることもあり、その場合は水田雑草として扱われることもある。